# Gymnanthes nervosa
Gymnanthes nervosa är en törelväxtart som beskrevs av Johannes Müller Argoviensis. Gymnanthes nervosa ingår i släktet Gymnanthes och familjen törelväxter. Inga underarter finns listade i Catalogue of Life.